# 1998-as labdarúgó-világbajnokság-selejtező (CONCACAF)
Az Észak- és Közép-amerikai, Karibi Labdarúgó-szövetségek Konföderációjának 30 tagja nevezett az 1998-as labdarúgó-világbajnokság selejtezőire és versengett a zónának kiosztott három világbajnoki részvételt jelentő helyért.
A Bahama-szigetek valamint Bermuda csapatai visszaléptek a selejtezők megkezdése előtt. A selejtezők három fordulóban zajlottak le, a továbbjutó hat csapat mellé csatlakozott az aktuális FIFA ranglista alapján kiemelt másik hat együttes is. A 12 válogatottat három négyes csoportba sorsolták, mindegyik csoport első két helyezettje jutott a döntőbe. Itt a hat együttes egyetlen csoportot alkotott, az élen végző három együttes jutott ki a világbajnokságra.
A továbbjutó válogatottak: az Amerikai Egyesült Államok, Mexikó és Jamaica.

## 1. forduló
A Bahama-szigetek válogatottja visszalépett a selejtezők megkezdése előtt, ellenfele, Saint Kitts és Nevis játék nélkül jutott a második fordulóba.
| 1. csapat             | Össz. | 2. csapat            | 1. meccs | 2. meccs |
| --------------------- | ----- | -------------------- | -------- | -------- |
| Dominikai Köztársaság | 6 – 3 | Aruba                | 3–2      | 3–1      |
| Guyana                | 1 – 8 | Grenada              | 1–2      | 0–6      |
| Dominikai Közösség    | 6 – 4 | Antigua és Barbuda   | 3–3      | 3–1      |
| Bahama-szigetek       | –     | Saint Kitts és Nevis | -        | -        |

| 1996. március 24. |

| Dominikai Köztársaság      | 3–2   | Aruba                     |
| -------------------------- | ----- | ------------------------- |
| Rodríguez 29' Peña 50' 82' | (1–0) | Develaar 64' Malmberg 86' |

| Santo Domingo, Dominikai Köztársaság Játékvezető: Joseph (Saint Lucia-i) |

| 1996. március 31. |

| Aruba                   | 1–3   | Dominikai Köztársaság                         |
| ----------------------- | ----- | --------------------------------------------- |
| Develaar 37' (11-esből) | (1–1) | Jiménez 8' (11-esből) Rodríguez 75' Pérez 82' |

| Oranjestad, Aruba Játékvezető: Pineda (mexikói) |

A Dominikai Köztársaság jutott a második fordulóba 6-3-as összesítéssel.
| 1996. március 29. |

| Guyana     | 1–2   | Grenada                 |
| ---------- | ----- | ----------------------- |
| Joseph 13' | (1–0) | Charles 52' Roberts 62' |

| Georgetown, Guyana Játékvezető: Elloof (surinamei) |

| 1996. április 7. |

| Grenada                                           | 6–0   | Guyana |
| ------------------------------------------------- | ----- | ------ |
| Charles 32' Francois 39' 46' Fletcher 50' 73' 82' | (2–0) |        |

| St. Georges, Grenada Játékvezető: Doctrove (Dominikai köztársasági) |

Grenada jutott a második fordulóba 8-1-es összesítéssel.
| 1996. március 10. |

| Dominikai Közösség                    | 3–3   | Antigua és Barbuda         |
| ------------------------------------- | ----- | -------------------------- |
| Dominique 8' Dangler 42' Marshall 80' | (2–2) | Clarke 15' Edwards 28' 74' |

| Roseau, Dominikai Közösség Játékvezető: Forde (barbadosi) |

| 1996. március 31. |

| Antigua és Barbuda | 1–3   | Dominikai Közösség                    |
| ------------------ | ----- | ------------------------------------- |
| Edwards 59'        | (0–1) | Greenway 22' Morancie 61' Jeffrey 69' |

| St. John’s, Antigua és Barbuda Játékvezető: Babb (guyanai) |

A Dominikai Közösség jutott a második fordulóba 6-4-es összesítéssel.

## 2. forduló
Bermuda válogatottja visszalépett a selejtezők megkezdése előtt, ellenfele, Trinidad és Tobago játék nélkül jutott a harmadik fordulóba.
| 1. csapat             | Össz. | 2. csapat                             | 1. meccs | 2. meccs |
| --------------------- | ----- | ------------------------------------- | -------- | -------- |
| Suriname              | 0 – 2 | Jamaica                               | 0–1      | 0–1      |
| Dominikai Köztársaság | 2 – 1 | Holland Antillák                      | 2–1      | 0–0      |
| Puerto Rico           | 1 – 9 | Saint Vincent és a Grenadine-szigetek | 1–2      | 0–7      |
| Kajmán-szigetek       | 0 – 6 | Kuba                                  | 0–1      | 0–5      |
| Saint Kitts és Nevis  | 6 – 1 | Saint Lucia                           | 5–1      | 1–0      |
| Haiti                 | 7 – 1 | Grenada                               | 6–1      | 1–0      |
| Dominikai Közösség    | 0 – 2 | Barbados                              | 0–1      | 0–1      |
| Bermuda               | –     | Trinidad és Tobago                    | -        | -        |

| 1996. március 31. |

| Suriname | 0–1   | Jamaica      |
| -------- | ----- | ------------ |
|          | (0–0) | Whitmore 56' |

| Paramaribo, Suriname Játékvezető: Burnes (Antigua és Barbuda-i) |

| 1996. április 21. |

| Jamaica     | 1–0   | Suriname |
| ----------- | ----- | -------- |
| P.Davis 75' | (0–0) |          |

| Kingston, Jamaica Játékvezető: Castro (Costa Rica-i) |

Jamaica jutott a harmadik fordulóba 2-0-s összesítéssel.
| 1996. május 4. |

| Dominikai Köztársaság  | 2–1   | Holland Antillák |
| ---------------------- | ----- | ---------------- |
| Jiménez 38' Cuevas 75' | (1–1) | Gijsberta 45'    |

| Santo Domingo, Dominikai Köztársaság Játékvezető: Portillo (salvadori) |

| 1996. május 11. |

| Holland Antillák | 0–0   | Dominikai Köztársaság |
| ---------------- | ----- | --------------------- |
|                  | (0–0) |                       |

| Willemstad, Holland Antillák Játékvezető: Enceda (guatemalai) |

| 1996. május 4. |

| Puerto Rico           | 1–2   | Saint Vincent és a Grenadine-szigetek |
| --------------------- | ----- | ------------------------------------- |
| Lugris 80' (11-esből) | (1–1) | Huggins 19' Hinds 55'                 |

| Bayamon, Puerto Rico Játékvezető: Villar-Polo (arubai) |

| 1996. május 12. |

| Saint Vincent és a Grenadine-szigetek              | 7–0   | Puerto Rico |
| -------------------------------------------------- | ----- | ----------- |
| Jack 3' 23' 34' Hinds 15' 59' José 40' Charles 64' | (5–0) |             |

| Kingstown, Saint Vincent Játékvezető: Livingston (jamaicai) |

Saint Vincent jutott a harmadik fordulóba 9-1-es összesítéssel.
| 1996. május 12. |

| Kajmán-szigetek | 0–1   | Kuba         |
| --------------- | ----- | ------------ |
|                 | (0–1) | Dalcourt 10' |

| George Town, Kajmán-szigetek Játékvezető: Dacourt (hondurasi) |

| 1996. május 14. |

| Kuba                                                    | 5–0   | Kajmán-szigetek |
| ------------------------------------------------------- | ----- | --------------- |
| Dalcourt 15' 60' Rodríguez 50' Henninghon 55' Rojas 80' | (1–0) |                 |

| George Town, Kajmán-szigetek Játékvezető: Cardeñas (mexikói) |

Kuba jutott a harmadik fordulóba 6-0-s összesítéssel.
| 1996. május 5. |

| Saint Kitts és Nevis                     | 5–1   | Saint Lucia |
| ---------------------------------------- | ----- | ----------- |
| Allers 5' 88' Sergeant 20' 40' Cumbs 37' | (4–0) | Jean 53'    |

| Basseterre, Saint Kitts és Nevis Játékvezető: Murray (Trinidad és Tobago-i) |

| 1996. május 19. |

| Saint Lucia | 0–1   | Saint Kitts és Nevis |
| ----------- | ----- | -------------------- |
|             | (0–0) | Allers 50'           |

| Castries, Saint Lucia Játékvezető: Develaar (arubai) |

Saint Kitts és Nevis jutott a harmadik fordulóba 6-1-es összesítéssel.
| 1996. május 12. |

| Haiti                                             | 6–1   | Grenada     |
| ------------------------------------------------- | ----- | ----------- |
| Chevalier 13' Goldman 26' 54' Chauvet 63' 65' 78' | (2–0) | Charles 88' |

| Port-au-Prince, Haiti Játékvezető: Murray (amerikai) |

| 1996. május 18. |

| Grenada | 0–1   | Haiti       |
| ------- | ----- | ----------- |
|         | (0–0) | Goldman 51' |

| St. George’s, Grenada Játékvezető: Moore (barbadosi) |

Haiti jutott a harmadik fordulóba 7-1-es összesítéssel.
| 1996. május 14. |

| Dominikai Közösség | 0–1   | Barbados  |
| ------------------ | ----- | --------- |
|                    | (0–0) | Hunte 60' |

| Roseau, Dominikai Közösség Játékvezető: Barrett (jamaicai) |

| 1996. május 19. |

| Barbados      | 1–0   | Dominikai Közösség |
| ------------- | ----- | ------------------ |
| Goodridge 75' | (0–0) |                    |

| Bridgetown, Barbados Játékvezető: Harewood (Trinidad és Tobago-i) |

Barbados jutott a harmadik fordulóba 2-0-s összesítéssel.

## 3. forduló

### Karibi-zóna
A kubai válogatott mérkőzését semleges pályán rendezték, az ország politikai helyzete miatt.
| 1. csapat             | Össz.  | 2. csapat                             | 1. meccs | 2. meccs |
| --------------------- | ------ | ------------------------------------- | -------- | -------- |
| Kuba                  | 7 – 2  | Haiti                                 | 6–1      | 1–1      |
| Dominikai Köztársaság | 1 – 12 | Trinidad és Tobago                    | 1–4      | 0–8      |
| Barbados              | 0 – 3  | Jamaica                               | 0–1      | 0–2      |
| Saint Kitts és Nevis  | 2 – 2  | Saint Vincent és a Grenadine-szigetek | 2–2      | 0–0      |

| 1996. június 10. |

| Kuba                                                          | 6–1   | Haiti        |
| ------------------------------------------------------------- | ----- | ------------ |
| Rodriguez 18' Pedrosa 44' Martinez 61' 70' 71' Henninghon 84' | (2–0) | Rosemond 84' |

| Port of Spain, Trinidad és Tobago Játékvezető: López (guatemalai) |

| 1996. június 30. |

| Haiti       | 1–1   | Kuba                   |
| ----------- | ----- | ---------------------- |
| Chauvet 31' | (1–1) | Armando 35' (11-esből) |

| Cap Haïtien, Haiti Játékvezető: Méndez Vega (Costa Rica-i) |

Kuba jutott a középdöntőbe 7-2-es összesítéssel.
| 1996. június 15. |

| Dominikai Köztársaság | 1–4   | Trinidad és Tobago                         |
| --------------------- | ----- | ------------------------------------------ |
| Serraza 60'           | (0–2) | Latapy 15' 69' Gómez 43' (öngól) Yorke 80' |

| Santo Domingo, Dominikai Köztársaság Játékvezető: Brizio Carter (mexikói) |

| 1996. június 23. |

| Trinidad és Tobago                                                   | 8–0   | Dominikai Köztársaság |
| -------------------------------------------------------------------- | ----- | --------------------- |
| John 1' 24' 78' Yorke 8' Marcelle 14' Rougier 19' Eve 42' Latapy 89' | (6–0) |                       |

| Port of Spain, Trinidad és Tobago Játékvezető: Badilla Sequeira (Costa Rica-i) |

Trinidad és Tobago jutott a középdöntőbe 12-1-es összesítéssel.
| 1996. június 23. |

| Barbados | 0–1   | Jamaica  |
| -------- | ----- | -------- |
|          | (0–0) | Boyd 89' |

| Bridgetown, Barbados Játékvezető: Angeles (amerikai) |

| 1996. június 30. |

| Jamaica               | 2–0   | Barbados |
| --------------------- | ----- | -------- |
| Whitmore 23' Boyd 79' | (1–0) |          |

| Kingston, Jamaica Játékvezető: Ramdhan (Trinidad és Tobagó-i) |

Jamaica jutott a középdöntőbe 3-0-s összesítéssel.
| 1996. június 23. |

| Saint Kitts és Nevis  | 2–2   | Saint Vincent és a Grenadine-szigetek |
| --------------------- | ----- | ------------------------------------- |
| Gumbs 37' Bedford 89' | (1–2) | Hinds 9' Velox 35'                    |

| Basseterre, Saint Kitts és Nevis Játékvezető: Forde (barbadosi) |

| 1996. június 30. |

| Saint Vincent és a Grenadine-szigetek | 0–0   | Saint Kitts és Nevis |
| ------------------------------------- | ----- | -------------------- |
|                                       | (0–0) |                      |

| Kingstown, Saint Vincent Játékvezető: Prendergast (jamaicai) |

Saint Vincent jutott a középdöntőbe 2-2-es összesítéssel, idegenben lőtt góllal.

### Közép-amerikai-zóna
| 1. csapat | Össz. | 2. csapat | 1. meccs | 2. meccs |
| --------- | ----- | --------- | -------- | -------- |
| Nicaragua | 1 – 3 | Guatemala | 0–1      | 1–2      |
| Belize    | 2 – 6 | Panama    | 1–2      | 1–4      |

| 1996. május 5. |

| Nicaragua | 0–1   | Guatemala |
| --------- | ----- | --------- |
| Plata 30' | (0–1) |           |

| Diriamba, Nicaragua Játékvezető: Weyland (amerikai) |

| 1996. május 10. |

| Guatemala     | 2–1   | Nicaragua    |
| ------------- | ----- | ------------ |
| Plata 62' 66' | (0–0) | Orellana 86' |

| Guatemalaváros, Guatemala Játékvezető: Bucci (kanadai) |

Guatemala jutott a középdöntőbe 3-1-es összesítéssel.
| 1996. június 2. |

| Belize       | 1–2   | Panama                      |
| ------------ | ----- | --------------------------- |
| McCallen 29' | (1–1) | Guevara 13' Dely Valdes 62' |

| Belizeváros, Belize Játékvezető: Medina (salvadori) |

| 1996. június 9. |

| Panama                               | 4–1   | Belize    |
| ------------------------------------ | ----- | --------- |
| Dely Valdes 15' 46' 62' Mendieta 88' | (1–0) | Casey 60' |

| Panamaváros, Panama Játékvezető: Guido (nicaraguai) |

Panama jutott a középdöntőbe 6-2-es összesítéssel.

## Középdöntő

### A. csoport
| #  | Csapat             | J | Gy | D | V | RG | KG | GK | P  |
| -- | ------------------ | - | -- | - | - | -- | -- | -- | -- |
| 1. | Egyesült Államok   | 6 | 4  | 1 | 1 | 10 | 5  | +5 | 13 |
| 2. | Costa Rica         | 6 | 4  | 0 | 2 | 9  | 5  | +4 | 12 |
| 3. | Guatemala          | 6 | 2  | 2 | 2 | 6  | 9  | -3 | 8  |
| 4. | Trinidad és Tobago | 6 | 0  | 1 | 5 | 3  | 9  | -6 | 1  |

| Costa Rica         |     | 2–1 | 3–0 | 2–1 |
| Egyesült Államok   | 2–1 |     | 2–0 | 2–0 |
| Guatemala          | 1–0 | 2–2 |     | 2–1 |
| Trinidad és Tobago | 0–1 | 0–1 | 1–1 |     |

| 1996. szeptember 1. |

| Trinidad és Tobago | 0–1   | Costa Rica |
| ------------------ | ----- | ---------- |
|                    | (0–1) | Gómez 34'  |

| Port of Spain, Trinidad és Tobago Nézőszám: 25,000 Játékvezető: Chaves (hondurasi) |

| 1996. október 6. |

| Trinidad és Tobago | 1–1   | Guatemala   |
| ------------------ | ----- | ----------- |
| Dixon 39'          | (1–1) | Ramirez 24' |

| Port of Spain, Trinidad és Tobago Játékvezető: Forde (barbadosi) |

| 1996. november 3. |

| Egyesült Államok        | 2–0   | Guatemala |
| ----------------------- | ----- | --------- |
| Wynalda 53' McBride 89' | (0–0) |           |

| Washington, USA Játékvezető: Barrett (jamaicai) |

| 1996. november 10. |

| Egyesült Államok       | 2–0   | Trinidad és Tobago |
| ---------------------- | ----- | ------------------ |
| Dooley 53' Wynalda 84' | (0–0) |                    |

| Richmond, USA Játékvezető: Carter (mexikói) |

| 1996. november 17. |

| Costa Rica                        | 3–0   | Guatemala |
| --------------------------------- | ----- | --------- |
| Delgado 51' Medford 75' Gómez 77' | (0–0) |           |

| San José, Costa Rica Nézőszám: 25,000 Játékvezető: Sabillon (hondurasi) |

| 1996. november 24. |

| Trinidad és Tobago | 0–1   | Egyesült Államok |
| ------------------ | ----- | ---------------- |
|                    | (0–1) | Moore 34'        |

| Port of Spain, Trinidad és Tobago Játékvezető: Forde (barbadosi) |

| 1996. november 24. |

| Guatemala            | 1–0   | Costa Rica |
| -------------------- | ----- | ---------- |
| Plata 34' (11-esből) | (1–0) |            |

| Los Angeles, USA Nézőszám: 22.697 Játékvezető: Medina (salvadori) |

| 1996. december 1. |

| Costa Rica             | 2–1   | Egyesült Államok |
| ---------------------- | ----- | ---------------- |
| Wanchope 38' López 83' | (1–0) | Jones 90'        |

| San José, Costa Rica Nézőszám: 30.000 Játékvezető: Prendergast (jamaicai) |

| 1996. december 8. |

| Guatemala     | 2–1   | Trinidad és Tobago |
| ------------- | ----- | ------------------ |
| Rodas 27' 60' | (1–1) | Eve 30'            |

| Los Angeles, USA Játékvezető: Laidlaw (kanadai) |

| 1996. december 14. |

| Egyesült Államok         | 2–1   | Costa Rica |
| ------------------------ | ----- | ---------- |
| McBride 17' Lassiter 60' | (1–0) | Gómez 75'  |

| Palo Alto, USA Nézőszám: 40.527 Játékvezető: Borja (mexikói) |

| 1996. december 21. |

| Costa Rica       | 2–1   | Trinidad és Tobago |
| ---------------- | ----- | ------------------ |
| Wanchope 49' 56' | (0–1) | Eve 7'             |

| San José, Costa Rica Nézőszám: 25,000 Játékvezető: Cardenes (mexikói) |

| 1996. december 21. |

| Guatemala          | 2–2   | Egyesült Államok            |
| ------------------ | ----- | --------------------------- |
| Funes 9' Plata 43' | (2–1) | Radosavljević 7' Hejduk 49' |

| San Salvador, Salvador Játékvezető: Seifert (kanadai) |

### B. csoport
A kubai válogatott mérkőzéseit semleges pályán rendezték, az ország politikai helyzete miatt.
| #  | Csapat   | J | Gy | D | V | RG | KG | GK  | P  |
| -- | -------- | - | -- | - | - | -- | -- | --- | -- |
| 1. | Kanada   | 6 | 5  | 1 | 0 | 10 | 1  | +9  | 16 |
| 2. | Salvador | 6 | 3  | 1 | 2 | 12 | 6  | +6  | 10 |
| 3. | Panama   | 6 | 1  | 2 | 3 | 8  | 11 | -3  | 5  |
| 4. | Kuba     | 6 | 1  | 0 | 5 | 4  | 16 | -12 | 3  |

| Kanada   |     | 2–0 | 3–1 | 1–0 |
| Kuba     | 0–2 |     | 3–1 | 0–5 |
| Panama   | 0–0 | 3–1 |     | 1–1 |
| Salvador | 0–2 | 3–0 | 3–2 |     |

| 1996. augusztus 30. |

| Kanada                                   | 3–1   | Panama          |
| ---------------------------------------- | ----- | --------------- |
| Aunger 40' Peschisolido 42' Corrazin 87' | (2–0) | Dely Valdes 50' |

| Edmonton, Kanada Játékvezető: Suazo (hondurasi) |

| 1996. szeptember 8. |

| Kuba | 0–5   | Salvador                                        |
| ---- | ----- | ----------------------------------------------- |
|      | (0–1) | Rivera 22' 80' Díaz Arce 49' 81' Cienfuegos 83' |

| San Salvador, Salvador Játékvezető: Centeno (hondurasi) |

| 1996. szeptember 22. |

| Kuba                           | 3–1   | Panama          |
| ------------------------------ | ----- | --------------- |
| Cebrango 43' 73' Bobadilla 88' | (1–0) | Dely Valdes 60' |

| Panamaváros, Panama Játékvezető: Ovares (Costa Rica-i) |

| 1996. október 6. |

| Panama       | 1–1   | Salvador      |
| ------------ | ----- | ------------- |
| Cubillas 44' | (1–0) | Diaz Arce 51' |

| Panamaváros, Panama Játékvezető: Burnes (Antigua és Barbuda-i) |

| 1996. október 10. |

| Kanada                       | 2–0   | Kuba |
| ---------------------------- | ----- | ---- |
| Bunbury 29' Peschisolido 54' | (1–0) |      |

| Edmonton, Kanada Játékvezető: Ramdhan (Trinidad és Tobagó-i) |

| 1996. október 13. |

| Kuba | 0–2   | Kanada                       |
| ---- | ----- | ---------------------------- |
|      | (0–1) | Peschisolido 19' Dasovic 79' |

| Edmonton, Kanada Játékvezető: Euceda (guatemalai) |

| 1996. október 27. |

| Panama | 0–0   | Kanada |
| ------ | ----- | ------ |
|        | (0–0) |        |

| Panamaváros, Panama Játékvezető: González (guatemalai) |

| 1996. november 3. |

| Kanada                 | 1–0   | Salvador |
| ---------------------- | ----- | -------- |
| Bunbury 65' (11-esből) | (0–0) |          |

| Vancouver, Kanada Játékvezető: Castro (Costa Rica-i) |

| 1996. november 10. |

| Salvador                                | 3–2   | Panama              |
| --------------------------------------- | ----- | ------------------- |
| Diaz Arce 43' Irañeta 70' Trigueros 89' | (1–1) | Dely Valdes 12' 87' |

| San Salvador, Salvador Játékvezető: Boulos (amerikai) |

| 1996. december 1. |

| Salvador                                 | 3–0   | Kuba |
| ---------------------------------------- | ----- | ---- |
| Renderos 30' Diaz Arce 31' Rodriguez 49' | (2–0) |      |

| San Salvador, Salvador Játékvezető: Angeles (amerikai) |

| 1996. december 15. |

| Panama                                   | 3–1   | Kuba     |
| ---------------------------------------- | ----- | -------- |
| Mendieta 15' Guevara 56' Dely Valdés 59' | (2–0) | More 67' |

| Panamaváros, Panama Játékvezető: Casear (Trinidad és Tobagó-i) |

| 1996. december 15. |

| Salvador | 0–2   | Kanada                 |
| -------- | ----- | ---------------------- |
|          | (0–0) | Watson 62' Bunbury 78' |

| San Salvador, Salvador Játékvezető: Carter (Mexikói) |

### C. csoport
| #  | Csapat                                | J | Gy | D | V | RG | KG | GK  | P  |
| -- | ------------------------------------- | - | -- | - | - | -- | -- | --- | -- |
| 1. | Jamaica                               | 6 | 4  | 1 | 1 | 12 | 3  | +9  | 13 |
| 2. | Mexikó                                | 6 | 4  | 0 | 2 | 14 | 6  | +8  | 12 |
| 3. | Honduras                              | 6 | 3  | 1 | 2 | 18 | 11 | +7  | 10 |
| 4. | Saint Vincent és a Grenadine-szigetek | 6 | 0  | 0 | 6 | 6  | 30 | -24 | 0  |

| Honduras                              |     | 0–0 | 2–1 | 11–3 |
| Jamaica                               | 3–0 |     | 1–0 | 5–0  |
| Mexikó                                | 3–1 | 2–1 |     | 5–1  |
| Saint Vincent és a Grenadine-szigetek | 1–4 | 1–2 | 0–3 |      |

| 1996. szeptember 15. |

| Jamaica                    | 3–0   | Honduras |
| -------------------------- | ----- | -------- |
| Boyd 15', 51' Whitmore 41' | (2–0) |          |

| Kingston, Jamaica Játékvezető: Vega (Costa Rica-i) |

| 1996. szeptember 15. |

| Saint Vincent és a Grenadine-szigetek | 0–3   | Mexikó                      |
| ------------------------------------- | ----- | --------------------------- |
|                                       | (0–1) | Peláez 15', 49' Alvarez 89' |

| Kingstown, Saint Vincent Játékvezető: Medina (salvadori) |

| 1996. szeptember 21. |

| Honduras                         | 2–1   | Mexikó      |
| -------------------------------- | ----- | ----------- |
| Pavón 50' Benneth 82' (11-esből) | (0–0) | Ramirez 84' |

| San Pedro Sula, Honduras Játékvezető: Dominguez (amerikai) |

| 1996. szeptember 23. |

| Saint Vincent és a Grenadine-szigetek | 1–2   | Jamaica       |
| ------------------------------------- | ----- | ------------- |
| Harry 81' (11-esből)                  | (0–2) | Young 21' 40' |

| Kingstown, Saint Vincent Játékvezető: Cameron (surinamei) |

| 1996. október 13. |

| Saint Vincent és a Grenadine-szigetek | 1–4   | Honduras                        |
| ------------------------------------- | ----- | ------------------------------- |
| Chewin 61'                            | (0–3) | Suazo 6' 61' Santamaria 22' 43' |

| Kingstown, Saint Vincent Játékvezető: Martinez (kanadai) |

| 1996. október 16. |

| Mexikó                   | 2–1   | Jamaica  |
| ------------------------ | ----- | -------- |
| Zague 41' Hermosillo 53' | (1–0) | Boyd 73' |

| Mexikóváros, Mexikó Játékvezető: Ramdhan (Trinidad és tobagoi) |

| 1996. október 26. |

| Honduras | 0–0   | Jamaica |
| -------- | ----- | ------- |
|          | (0–0) |         |

| Tegucigalpa, Honduras Játékvezető: Dominguez (amerikai) |

| 1996. október 30. |

| Mexikó                                                                 | 5–1   | Saint Vincent és a Grenadine-szigetek |
| ---------------------------------------------------------------------- | ----- | ------------------------------------- |
| Galindo 20' (11-esből) 28' Zague 48' Hermosillo 73' Walker 82' (öngól) | (2–0) | Velos 89'                             |

| Mexikóváros, Mexikó Játékvezető: Parra (kanadai) |

| 1996. november 6. |

| Mexikó                               | 3–1   | Honduras  |
| ------------------------------------ | ----- | --------- |
| Galindo 31' Hermosillo 35' Zague 45' | (3–0) | Renau 70' |

| Mexikóváros, Mexikó Játékvezető: Sequiera (Costa Rica-i) |

| 1996. november 10. |

| Jamaica                                            | 5–0   | Saint Vincent és a Grenadine-szigetek |
| -------------------------------------------------- | ----- | ------------------------------------- |
| Whitmore 10' 13' Young 64' Cargill 66' Malcolm 85' | (2–0) |                                       |

| Kingston, Jamaica Játékvezető: Weyland (amerikai) |

| 1996. november 17. |

| Honduras                                                                                  | 11–3  | Saint Vincent és a Grenadine-szigetek |
| ----------------------------------------------------------------------------------------- | ----- | ------------------------------------- |
| Zapata 2' Suazo 11' 30' 51' Cruz 20' Membreno 37' Núñez 47' 67' 89' Benneth 63' Renau 76' | (5–1) | Jack 37' Guy 71' Sam 74'              |

| Kingston, Jamaica Játékvezető: Ugalde (Costa Rica-i) |

| 1996. november 17. |

| Jamaica      | 1–0   | Mexikó |
| ------------ | ----- | ------ |
| Goodison 82' | (0–0) |        |

| Kingston, Jamaica Játékvezető: López (guatemalai) |

## Döntő
| #  | Csapat           | J  | Gy | D | V | RG | KG | GK  | P  |
| -- | ---------------- | -- | -- | - | - | -- | -- | --- | -- |
| 1. | Mexikó           | 10 | 4  | 6 | 0 | 23 | 7  | +16 | 18 |
| 2. | Egyesült Államok | 10 | 4  | 5 | 1 | 17 | 9  | +8  | 17 |
| 3. | Jamaica          | 10 | 3  | 5 | 2 | 7  | 12 | -5  | 14 |
| 4. | Costa Rica       | 10 | 3  | 3 | 4 | 13 | 12 | +1  | 12 |
| 5. | Salvador         | 10 | 2  | 4 | 4 | 11 | 16 | -5  | 10 |
| 6. | Kanada           | 10 | 1  | 3 | 6 | 5  | 20 | -15 | 6  |

| Costa Rica       |     | 3–2 | 3–1 | 3–1 | 0–0 | 0–0 |
| Egyesült Államok | 1–0 |     | 1–1 | 3–0 | 2–2 | 4–2 |
| Jamaica          | 1–0 | 0–0 |     | 1–0 | 0–0 | 1–0 |
| Kanada           | 1–0 | 0–3 | 0–0 |     | 2–2 | 0–0 |
| Mexikó           | 3–3 | 0–0 | 6–0 | 4–0 |     | 5–0 |
| Salvador         | 2–1 | 1–1 | 2–2 | 4–1 | 0–1 |     |

| 1997. március 2. |

| Mexikó                                               | 4–0   | Kanada |
| ---------------------------------------------------- | ----- | ------ |
| Hermosillo 50', 80' Galindo 59' (11-esből) Zague 87' | (0–0) |        |

| Mexikóváros, Mexikó Játékvezető: Sabillon (hondurasi) |

| 1997. március 2. |

| Jamaica | 0–0   | Egyesült Államok |
| ------- | ----- | ---------------- |
|         | (0–0) |                  |

| Kingston, Jamaica Nézőszám: 35,246 Játékvezető: Suazo (hondurasi) |

| 1997. március 16. |

| Costa Rica | 0–0   | Mexikó |
| ---------- | ----- | ------ |
|            | (0–0) |        |

| San José, Costa Rica Nézőszám: 28,000 Játékvezető: Noriega (perui) |

| 1997. március 16. |

| Egyesült Államok                           | 3–0   | Kanada |
| ------------------------------------------ | ----- | ------ |
| Wynalda 8' Pope 14' (11-esből) Stewart 89' | (2–0) |        |

| Palo Alto, USA Nézőszám: 28,898 Játékvezető: Oliveto (argentin) |

| 1997. március 23. |

| Costa Rica                      | 3–2   | Egyesült Államok         |
| ------------------------------- | ----- | ------------------------ |
| Medford 10' Solis 32' Gómez 78' | (2–1) | Wynalda 32' Lassiter 68' |

| San José, Costa Rica Nézőszám: 22,000 Játékvezető: López (guatemalai) |

| 1997. április 6. |

| Kanada | 0–0   | Salvador |
| ------ | ----- | -------- |
|        | (0–0) |          |

| Vancouver, Kanada Nézőszám: 8,312 Játékvezető: Sánchez (chilei) |

| 1997. április 13. |

| Mexikó                                                                   | 6–0   | Jamaica |
| ------------------------------------------------------------------------ | ----- | ------- |
| Galindo 10' (11-esből) Hermosillo 17' 39' 46' del Olmo 57' Hernández 85' | (3–0) |         |

| Mexikóváros, Mexikó Nézőszám: 115,100 Játékvezető: da Silva (brazil) |

| 1997. április 20. |

| Egyesült Államok               | 2–2   | Mexikó                      |
| ------------------------------ | ----- | --------------------------- |
| Pope 35' N.Ramirez 74' (öngól) | (1–1) | Hermosillo 1' Hernández 54' |

| Foxboro, USA Nézőszám: 57,877 Játékvezető: Ramdhan (Trinidad és Tobagó-i) |

| 1997. április 27. |

| Kanada | 0–0   | Jamaica |
| ------ | ----- | ------- |
|        | (0–0) |         |

| Vancouver, Kanada Nézőszám: 7,634 Játékvezető: Valenzano (paraguayi) |

| 1997. május 5. |

| Salvador                 | 2–1   | Costa Rica |
| ------------------------ | ----- | ---------- |
| Díaz Arce 19' Montes 53' | (1–0) | Arnáez 57' |

| San Salvador, Salvador Nézőszám: 35,611 Játékvezető: Ruiz Acosta (kolumbiai) |

| 1997. május 11. |

| Costa Rica                  | 3–1   | Jamaica      |
| --------------------------- | ----- | ------------ |
| Wanchope 32' 70' Oviedo 89' | (1–0) | Williams 60' |

| San José, Costa Rica Nézőszám: 20,500 Játékvezető: Varela (uruguayi) |

| 1997. május 18. |

| Jamaica      | 1–0   | Salvador |
| ------------ | ----- | -------- |
| Williams 23' | (1–0) |          |

| Kingston, Jamaica Játékvezető: de Freitas (brazil) |

| 1997. június 1. |

| Kanada        | 1–0   | Costa Rica |
| ------------- | ----- | ---------- |
| Berduscio 68' | (0–0) |            |

| Edmonton, Kanada Nézőszám: 10,150 Játékvezető: Calix (hondurasi) |

| 1997. június 8. |

| Salvador | 0–1   | Mexikó        |
| -------- | ----- | ------------- |
|          | (0–0) | L. Garcia 64' |

| San Salvador, Salvador Játékvezető: Cordero (argentin) |

| 1997. június 29. |

| Salvador      | 1–1   | Egyesült Államok |
| ------------- | ----- | ---------------- |
| Díaz Arce 60' | (0–0) | Lassiter 51'     |

| San Salvador, Salvador Játékvezető: Betancourt (bolíviai) |

| 1997. augusztus 10. |

| Costa Rica | 0–0   | Salvador |
| ---------- | ----- | -------- |
|            | (0–0) |          |

| San José, Costa Rica Nézőszám: 18,316 Játékvezető: Calix (hondurasi) |

| 1997. szeptember 7. |

| Jamaica    | 1–0   | Kanada |
| ---------- | ----- | ------ |
| Burton 52' | (0–0) |        |

| Kingston, Jamaica Játékvezető: Acosta (kolumbiai) |

| 1997. szeptember 7. |

| Egyesült Államok | 1–0   | Costa Rica |
| ---------------- | ----- | ---------- |
| Ramos 79'        | (0–0) |            |

| Portland, USA Nézőszám: 27,396 Játékvezető: Nieves (uruguayi) |

| 1997. szeptember 14. |

| Jamaica    | 1–0   | Costa Rica |
| ---------- | ----- | ---------- |
| Burton 55' | (0–0) |            |

| Kingston, Jamaica Nézőszám: 30,000 Játékvezető: Ramdhan (Trinidad és Tobagó-i) |

| 1997. szeptember 14. |

| Salvador                                              | 4–1   | Kanada      |
| ----------------------------------------------------- | ----- | ----------- |
| de Melo 15' Renderos 53' Cienfuegos 56' Díaz Arce 87' | (1–1) | Bunbury 30' |

| San Salvador, Salvador Játékvezető: López (guatemalai) |

| 1997. október 3. |

| Egyesült Államok       | 1–1   | Jamaica    |
| ---------------------- | ----- | ---------- |
| Wynalda 49' (11-esből) | (0–0) | Burton 50' |

| Washington, USA Játékvezető: Vanten (chilei) |

| 1997. október 5. |

| Mexikó                                                  | 5–0   | Salvador |
| ------------------------------------------------------- | ----- | -------- |
| Galindo 30' 38' García Aspe 35' Zague 47' L. Garcia 82' | (3–0) |          |

| Mexikóváros, Mexikó Játékvezető: Martinez (chilei) |

| 1997. október 12. |

| Kanada                   | 2–2   | Mexikó                |
| ------------------------ | ----- | --------------------- |
| Corazzin 56' Bunbury 65' | (0–1) | Alfaro 8' Ramirez 85' |

| Edmonton, Kanada Játékvezető: Euceda (guatemalai) |

| 1997. november 2. |

| Mexikó | 0–0   | Egyesült Államok |
| ------ | ----- | ---------------- |
|        | (0–0) |                  |

| Mexikóváros, Mexikó Játékvezető: Castrilli (argentin) |

| 1997. november 9. |

| Kanada | 0–3   | Egyesült Államok         |
| ------ | ----- | ------------------------ |
|        | (0–1) | Reyna 5' Wegerle 81' 89' |

| Vancouver, Kanada Játékvezető: Rendón (kolumbiai) |

| 1997. november 9. |

| Mexikó                               | 3–3   | Costa Rica                        |
| ------------------------------------ | ----- | --------------------------------- |
| Chávez 1' Galindo 41' Hermosillo 68' | (2–0) | Medford 52' Soto 71' Wanchope 86' |

| Mexikóváros, Mexikó Nézőszám: 60,000 Játékvezető: Ali Búdzsszajm (Egyesült Arab Emírségek) |

| 1997. november 9. |

| Salvador                | 2–2   | Jamaica                |
| ----------------------- | ----- | ---------------------- |
| de Mello 47' Guerra 88' | (0–0) | Burton 51' Stewart 78' |

| San Salvador, Salvador Játékvezető: Cerdeira (brazil) |

| 1997. november 16. |

| Costa Rica                               | 3–1   | Kanada       |
| ---------------------------------------- | ----- | ------------ |
| Smith 8' Ilhama 16' Marín 16' (11-esből) | (2–0) | Fletcher 47' |

| San José, Costa Rica Nézőszám: 4,200 Játékvezető: da Silva (brazil) |

| 1997. november 16. |

| Jamaica | 0–0   | Mexikó |
| ------- | ----- | ------ |
|         | (0–0) |        |

| Kingston, Jamaica Játékvezető: Villamonte (perui) |

| 1997. november 16. |

| Egyesült Államok                                | 4–2   | Salvador                   |
| ----------------------------------------------- | ----- | -------------------------- |
| McBride 21' 28' Henderson 49' Radosavljević 82' | (2–0) | de Mello 60' Díaz Arce 63' |

| Foxboro, USA Játékvezető: Collina (olasz) |